# 192P/Shoemaker-Levy
192P/Shoemaker-Levy 1, komet Jupiterove obitelji. 